# 哈姆雷特 (印第安納州)
哈姆雷特（英語：Hamlet）是一個位於美國印第安納州斯塔克縣的城鎮。

## 人口
根據2010年美國人口普查的數據，哈姆雷特的面積為2.53平方千米，當中陸地面積為2.50平方千米，而水域面積為0.03平方千米。當地共有人口800人，而人口密度為每平方千米316人。